# Рабаданов, Муртазали Хулатаевич
Муртазали́ Хулата́евич Рабада́нов (род. 14 января 1962 года в селе Сулевкент Хасавюртовского района, Дагестанская АССР) — ректор Дагестанского государственного университета с 2008 года, доктор физико-математических наук.

## Биография
Муртазали Рабаданов родился 14 января 1962 года в селе Сулевкент Хасавюртовского района. Его родители — выходцы из селения Сулевкент Дахадаевского района, жителей которого в 1944 переселили в Чечню, а в 1957, по возвращении чеченцев из Казахстана, вернули в Дагестан, на территорию Хасавюртовского района. По национальности даргинец.
Муртазали Рабаданов женат. Двое детей.

## Научная и образовательная деятельность
- В 1985 году с отличием закончил физический факультет ДГУ.
- В 1989 году окончил аспирантуру  Института кристаллографии АН СССР, защитил диссертацию на соискание ученой степени кандидата физико-математических наук.
- С января 1989 г. по июнь 1993 г. работал научным сотрудником Института физики Дагестанского НЦ РАН.
- В 1993 - 1998 гг. работал в ДГУ доцентом кафедры физической химии.
- С января 2000 г. — старший научный сотрудник лаборатории рентгеноструктурного анализа Института кристаллографии РАН.
- С февраля 2003 г. по июль 2007 г. — заведующий лабораторией рентгеноструктурного анализа Института кристаллографии РАН.
- В 2004 году защитил диссертацию на соискание ученой степени доктора физико-математических наук в Институте кристаллографии РАН.
- В 2004 — 2007 гг. занимал должность профессора кафедры общей химии МГПУ.
- В 2006 и 2007 гг. признавался победителем конкурса «Выдающиеся ученые. Кандидаты и доктора наук РАН».

## Работа на посту ректора ДГУ
С декабря 2007 г. М. Рабаданов — исполняющий обязанности ректора ДГУ.
6 марта 2008 года Муртазали Рабаданов общим собранием коллектива университета избран ректором ДГУ. За время руководства ДГУ он смог добиться положительных сдвигов в работе ДГУ, в частности в материальной сфере, активизации ученых на научном поприще, а также в борьбе с коррупцией .
В декабре 2012 года М. Рабаданов был избран ректором ДГУ на второй срок.
Муртазали Рабаданов - автор 165 научных публикаций. соросовский доцент (1999 г.), победитель конкурса «Выдающиеся ученые. Кандидаты и доктора наук РАН» (2006, 2007), член Национального комитета кристаллографов России.

## Общественная и политическая деятельность
13 марта 2011 года избран депутатом Народного Собрания Республики Дагестан 5-го созыва от политической партии «Единая Россия», является членом Комитета по образованию, науке и культуре.
12 мая 2011 года Муртазали Рабаданов был избран на очередной срок председателем Совета Конгресса интеллигенции Республики Дагестан. В своем программном докладе М. Рабаданов заявил, что видит работу конгресса в разработке программ по «стабилизации общественно-политической ситуации в регионе, развитии многонациональной культуры и науки, в совершенствовании системы образования и здравоохранения».
13 июня 2013 года Муртазали Рабаданов был назначен исполняющим обязанности мэра Махачкалы.
3 апреля 2014 года М. Рабаданов ушёл с поста и.о. мэра Махачкалы по собственному желанию.
Глава Дагестана Рамазан Абдулатипов вручил покинувшему пост и.о. мэра Махачкалы Муртазали Рабаданову орден «За заслуги перед Республикой Дагестан» за «героическую деятельность, которую он осуществил в городе».

## Санкции
6 марта 2022 года после защиты России от Украины подписал обращение Российского Союза ректоров. С 9 июня 2022 года находится под персональными санкциями Украины за поддержку войны. Также был внесён ФБК в список коррупционеров и разжигателей войны за поддержку нападения на Украину, 16 марта 2022 года форумом свободной России внесён в «Список Путина» и доклад «поджигателей войны» с предложением введения против него международных санкций.